# Eurodollar
De eurodollar is een in Amerikaanse dollar weergegeven deposito-eenheid met een looptijd tot zes maanden. Daarbij zijn in geval van de eurodollar deze dollardeposito's  bij banken buiten de Verenigde Staten ondergebracht. Deze deposito's vallen dus niet onder de controle en de regulering van het Federal Reserve systeem (Fed). Gevolg is dat er doorgaans hogere rentes voor beleggers in eurodollars spelen, en lagere verzekeringspremies gelden.
De markt voor de eurodollar valt onder de eurogeldmarkt (ook wel Euro currencies genoemd), die samen met de eurokredietmarkt en de eurokapitaalmarkt de euromarkt vormen. De euromarkt moet niet verward worden met de Europese munt, de euro, die in de eurozone wordt gehanteerd.
Het ontstaan van de markt voor eurodollars ligt in de jaren 50 van de 20e eeuw en is terug te leiden tot een tekort op de handelsbalans van de Verenigde Staten (door grote import van goederen) alsook op het Marshallplan, dat ervoor gezorgd heeft dat het vermogen in Amerikaanse dollars die buiten de Verenigde Staten in omloop waren fors steeg. De beleggingen in de eurodollar worden gerekend tot de geldhoeveelheid M3.